# Santiago de las Vegas
Santiago de las Vegas é uma cidade cubana que pertence ao município de Boyeros, na província da Cidade de Havana. Localiza-se a 19 quilômetros ao sul de Havana.
Em 1976 Santiago perdeu sua autonomia e passou a integrar o município de Boyeros na qualidade de conselho popular.

## Nascidos em Santiago de las Vegas
- Italo Calvino escritor italiano do século XX